# Sycoscapter hirticola
Sycoscapter hirticola är en stekelart som beskrevs av Balakrishnan, Abdurahiman och Joseph 1982. Sycoscapter hirticola ingår i släktet Sycoscapter och familjen fikonsteklar. Inga underarter finns listade i Catalogue of Life.